# スプロケット

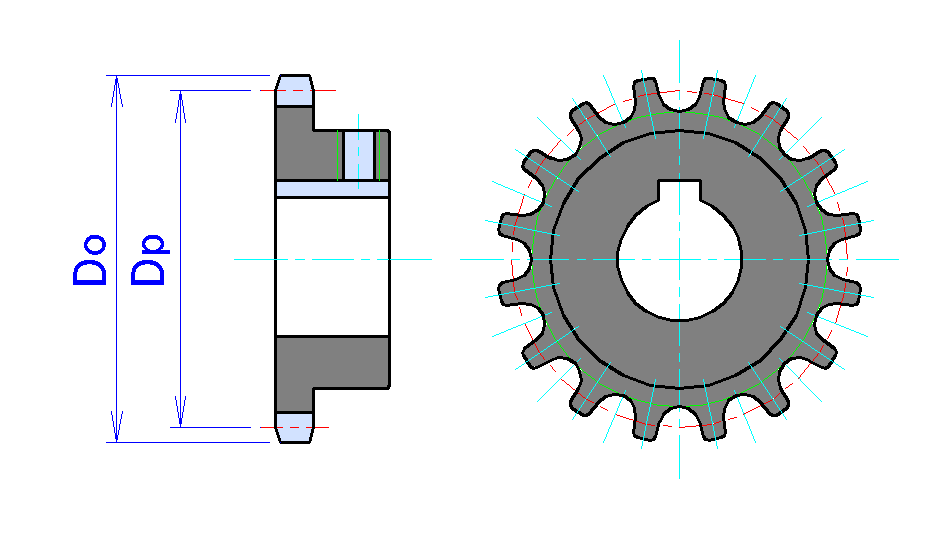
16Tのスプロケット(片ボス、キー溝あり)

スプロケットと
ローラーチェーン

スプロケット（英: sprocket）とは、軸の回転をローラーチェーンに伝達したり、ローラーチェーンの回転を軸に伝達するための歯車のことである。チェーンホイールとも呼ばれる。身近な物ではオートバイ、自転車。チェーン以外にも帯状の物と噛み合って動作する、無限軌道などの駆動伝達、写真や映画のフィルムの給送部品に広く用いられている。

## 概要
汎用の伝達用機械要素として、国際規格ではISO 606、日本工業規格ではJIS B 1802に規格化されている。他の部品とローラーチェーンとの機械的干渉を避けるため、または軸とのフィッティングのため中心軸受けの軸方向に出た凸部をボス（英: boss)といい、ボスの有無によりA型（ボスの無い平板型）、B型（片ボス型）、C型（両ボス型）などの種類がある。歯数は「T」として表記され、「30T」なら歯が30個である。
チェーンピッチをPとすると次式が成り立つ。
- スプロケット外径：Do=P(0.6+cot(180/T)°)
- ピッチ円直径：Dp=P/(sin(180/T)°)

ローラーチェーンのコマ数と、少なくとも一方のスプロケット歯数との比が単純なほど摩耗が偏りやすいが、歯車減速の場合程は重視されない。

## 自転車用

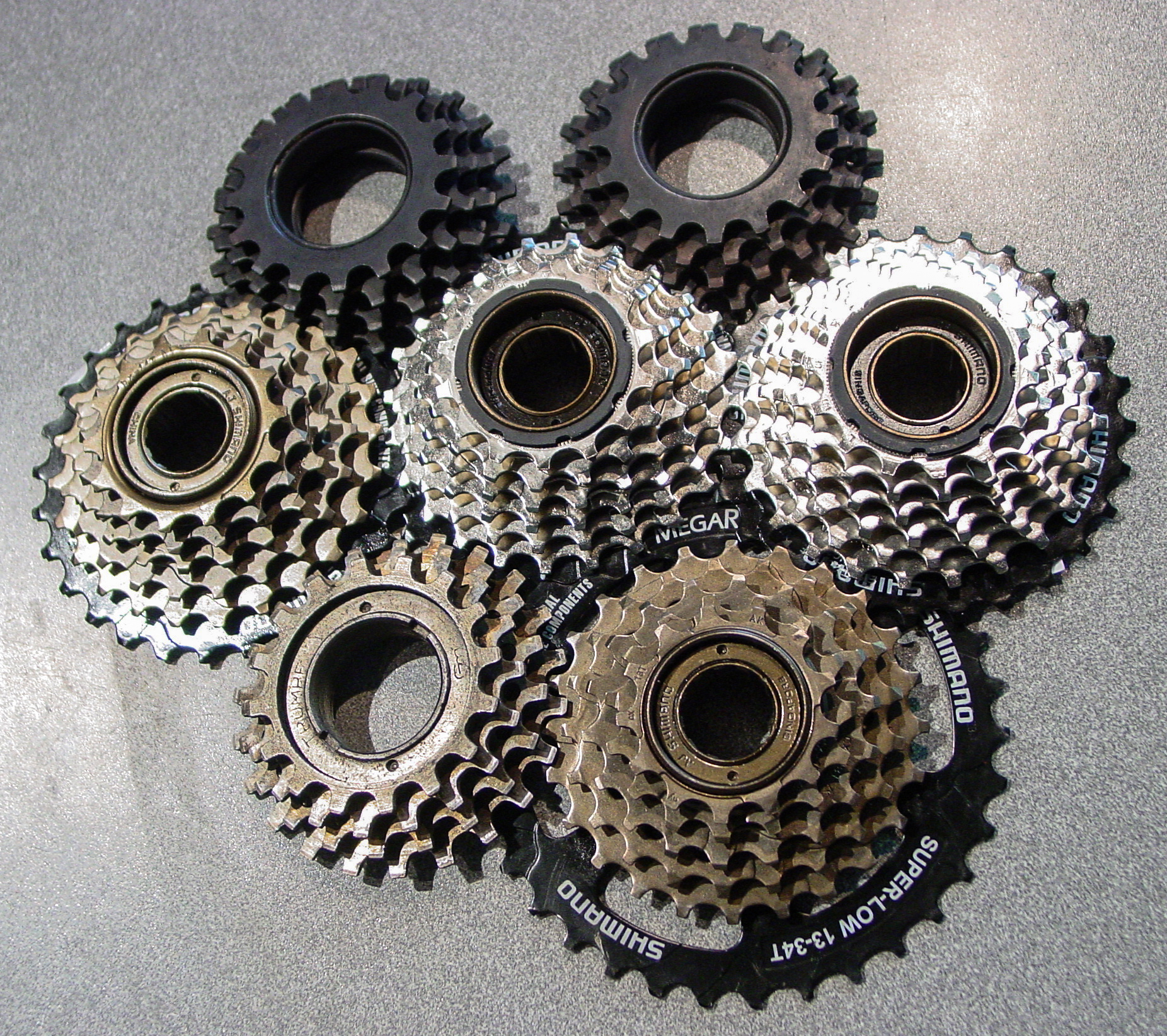
自転車のリアスプロケット

自転車の用語での「スプロケット」は後輪側（オートバイで言うドリブンスプロケット）を示し、クランクペダル側（ドライブスプロケット）は「チェーンリング」と呼ばれる。本節ではその用法に従う。
自転車では「チェーンリング」は通常は後輪側よりも大きい。外部変速機を装備しているものはスプロケットのみ、あるいはチェーンリングとスプロケットに、歯数の違う物を複数並べて任意にチェーンを掛け替えられる構造になっている。特に、後輪の変速式スプロケットは5段以上になるものも多く、組み合わせた状態でハブへの着脱が可能となっていることから「カセットスプロケット」とも呼ばれる。
競輪などに用いられる固定ギアのトラックレーサーや、シングルスピードのマウンテンバイクなどでは、前後のチェーンリングやスプロケットを交換して加速重視や最高速重視などにギア比の調節が行なわれる。

## オートバイ用
エンジン側を「ドライブスプロケット」、後輪側を「リヤスプロケット」あるいは「ドリブンスプロケット」と呼び、自転車とは逆に後輪側の方が歯車が大きい。オートバイ用スプロケットでも前後の組み合わせで二次減速比を変化させて、最高速の伸びや低速域での加速力などを変化させて、用途にあわせた特性にカスタマイズする場合がある。

## 無限軌道

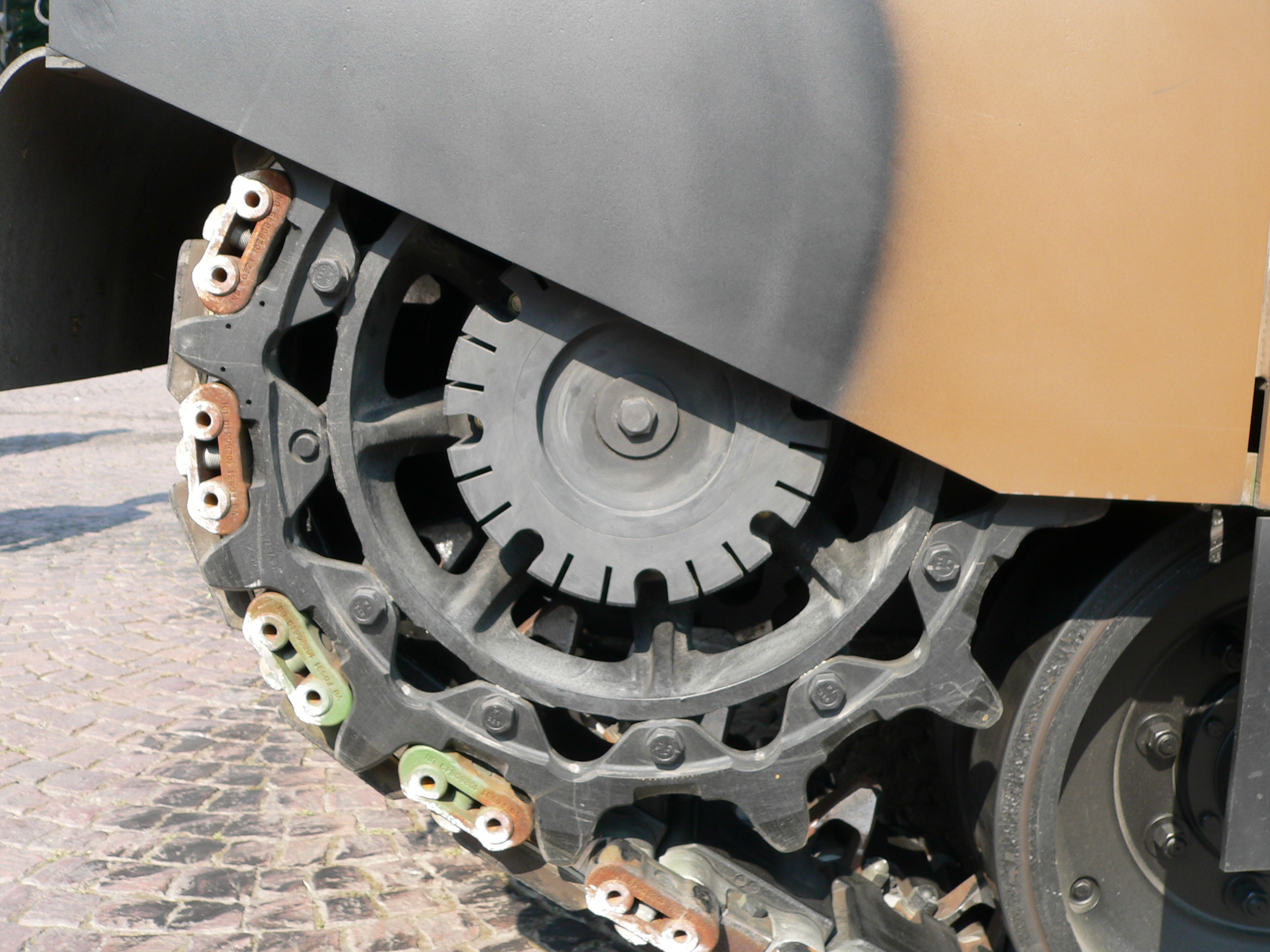
ルクレール戦車のスプロケット

起動輪とも呼ばれる。無限軌道（キャタピラ）の履帯は横幅があってスプロケットはその両側と噛み合うため2つの歯列を有する。
なお、無限軌道には起動輪の反対側にある誘導輪と、その間に並ぶ転輪を有するが、転輪には起動輪とは逆に履帯の裏面についた歯と噛み合う穴が並んでいる。一部には起動輪も転輪と同じ歯なし穴開き型のものもあるが、大きなトルクが加わる起動輪は噛み合う歯数を2列に増やして荷重を分散させるためスプロケット型としている。一方、転輪には歯を生やすと地面の凹凸と当たって騒音や振動が大きくなるため歯なし型となっている。